# Cantó de Riam Est
El cantó de Riam Est és un cantó francès del departament del Puèi Domat, situat al districte de Riam. Té 7 municipis i part del de Riam.

## Municipis
- Cellule,
- Châtel-Guyon,
- Le Cheix,
- Ménétrol,
- La Moutade,
- Pessat-Villeneuve,
- Riam (fracció)
- Saint-Bonnet-près-Riom.

## Història
| Data d'elecció                           | Identitat          | Partit           | Qualitat |
| ---------------------------------------- | ------------------ | ---------------- | -------- |
| 1961-1973                                | M. Collonge        | RI               |          |
| 1973-1979                                | M. Laurençon       | UDF              |          |
| 1979-1985                                | Pierre-Joël Bonté  | PS               |          |
| 1985-2004                                | Claude Liebermann  | UDF, després UMP |          |
| 2004-                                    | Jean-Claude Zicola | PS               |          |
| les dades anteriors no són pas conegudes |                    |                  |          |
|                                          |                    |                  |          |